# Adrien Moerman
Adrien Moerman (Fontenay-aux-Roses, 7 de agosto de 1988) es un jugador de baloncesto francés que actualmente juega en el Zenit de San Petersburgo. Mide 2,03 metros y juega en la posición de ala-pívot.

## Carrera
Adrien Moerman debutó en la ProA francesa con el Chorale de Roanne, en la temporada 2005-06. Tras pasar por la JSF Nanterre en ProB (nombrado MVP francés de la competición), pasó en temporada 2008-09 al Entente Orléanaise en el que estuvo tres temporadas hasta fichar la pasada campaña por el Nancy. En 2012 fue transferido al Club Basket Bilbao Berri.
Más tarde, antes de volver a Francia, jugó en el Banvit Basketbol Kulübü de la liga turca.
En la temporada 2017/18 jugó en el F.C. Barcelona, donde ganó la Copa del Rey.
Este jugador francés pertenece a la brillante generación gala que, junto a Nicolas Batum y Antoine Diot, lograron el oro en el Europeo U18 de 2006 y el bronce en el Mundial U19 de 2007. 

## Palmarés

### Chorale Roanne
- Pro A (1): 2007

### Orléans Loiret Basket
- Copa de Francia (1): 2010

### Limoges CSP
- Pro A (2): 2014 y 2015

### FC Barcelona
- Copa del Rey (1): 2018

### Efes
- BSL (2): 2019, 2021.
- Copa del Presidente de Turquía (2): 2018, 2019
- Euroliga (1): 2021

### Consideraciones individuales
- Elegido para el All-Star de la Pro A (2): 2012 y 2014
- MVP del All-Star de la Pro A (1): 2014
- MVP de la Pro A (1): 2015
- Elegido para el All-Star de la Liga Turca (1): 2016
- Máximo Anotador de la Liga Turca (1): 2016